# Ежен Ле Мульт
Ежен Ле Мульт (31 грудня 1882, Кемпер — 26 січня 1967, Париж) — французький натураліст і ентомолог, який спеціалізувався на метеликах; мисливець, бізнесмен і колекціонер.

## Біографія
Ле Мульт виріс у тропічній тюремній колонії у Французькій Гвіані, де його батько-фермер, що займався органічним землеробством, отримав посаду, пов'язану з розбудовою дорожньої мережі. Тут підліток відкрив для себе красу місцевих метеликів морфо, почав полювати та продавати їх на материкову частину Франції.

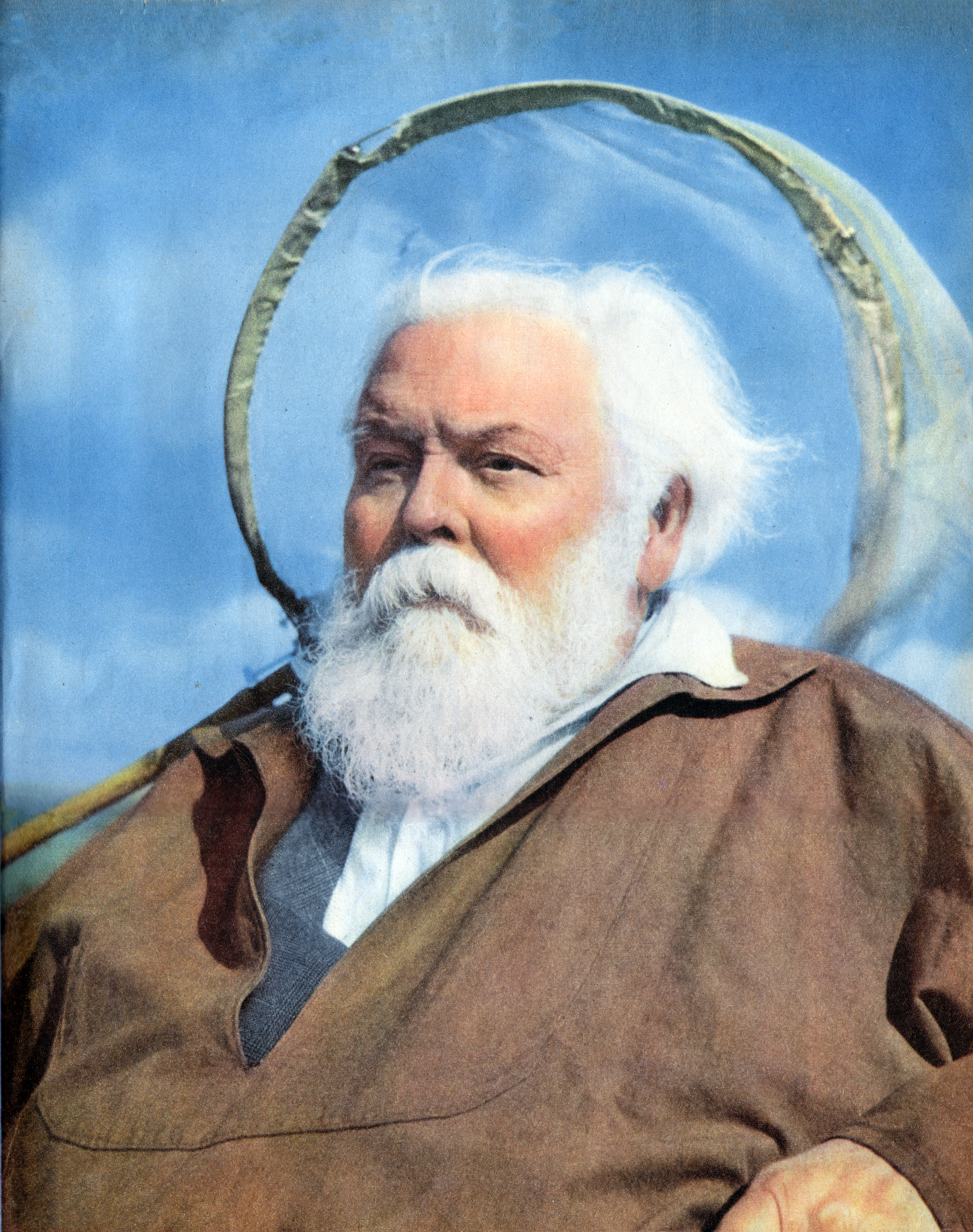
Портрет Ежена Ле Мульта в стилі християнського святого, німб замінює сітка для метеликів

Як єдиний експортер метеликів у Французькій Гвіані з 1903 по 1920 роки, Ле Мульт перетворив свій бізнес на третю за величиною галузь країни після золота та цінної деревини. Щоб поповнити свою колекцію, він почав залучати мисливців. У Гайані в той час питання робочої сили було простим: треба було використовувати каторжників. Тому для тих чоловіків у «смугастих сорочках» нагородою за хорошу поведінку стало полювання на метеликів. Про це згадується у фільмі Стіва МакКвіна та Дастіна Гоффмана «Метелик».
Через три роки після повернення до Парижа в 1908 році Ле Мульт мав четверту за величиною колекцію метеликів у світі після колекції метеликів у Вашингтоні та Лондоні. Хірохіто (імператор Японії Сева), Сергій Хрущов (син радянського генсека) і Володимир Набоков (автор «Лоліти») були серед клієнтів паризького кабінету. За п'ятдесят років через його бізнес пройшло близько 20 мільйонів комах, тисяча з яких носять його ім'я: «Le Moulti».
Ле Мульт був відомим фахівцем з метеликів Morpho і написав — у співпраці з П'єром Реалем — перший огляд таксона: Les Morpho d'Amérique du Sud et Centrale, Paris 1962—1963. Ця двотомна праця з 20 кольоровими та 62 чорно-білими пластинами донедавна була класичною монографією про підродину метеликів Morphinae. Сімдесят п'ять видів поміщено у вісім підродів, в результаті роботи було створено 409 нових назв і зроблено 750 назв доступними як підвидові та сортові назви. Це набагато більше, ніж вважають більшість спеціалістів Morpho, і мотивація, можливо, була комерційною (адже Ле Мульт опублікував власну роботу). Однак це ретельна класифікація на видовому рівні, описує десятки субродових таксонів, ілюструє статеві органи дорослих особин і самців для всіх видів і дає опис типових зразків. Де Мульт також забезпечив публікацію журналів Miscellanea Entomologica (заснований Еженом Бартом (1862—1945) і продовжений Sciences Nat) і Novitates Entomologicae з 1931 по 1946 рік. Але насамперед він опублікував французьке видання праці Адальберта Зайца (1860—1938) під назвою Les Macrolépidoptères du Globe у 16 томах і 4 додатках.
Пригоди Ле Мульта були популярні у французьких масових виданнях середини 1950-х років, включно з розлогою статтею в Paris Match від 2 березня 1955 року та чотиристорінковою яскравою новелою в часописі «Тентен» від 24 травня 1956 року.

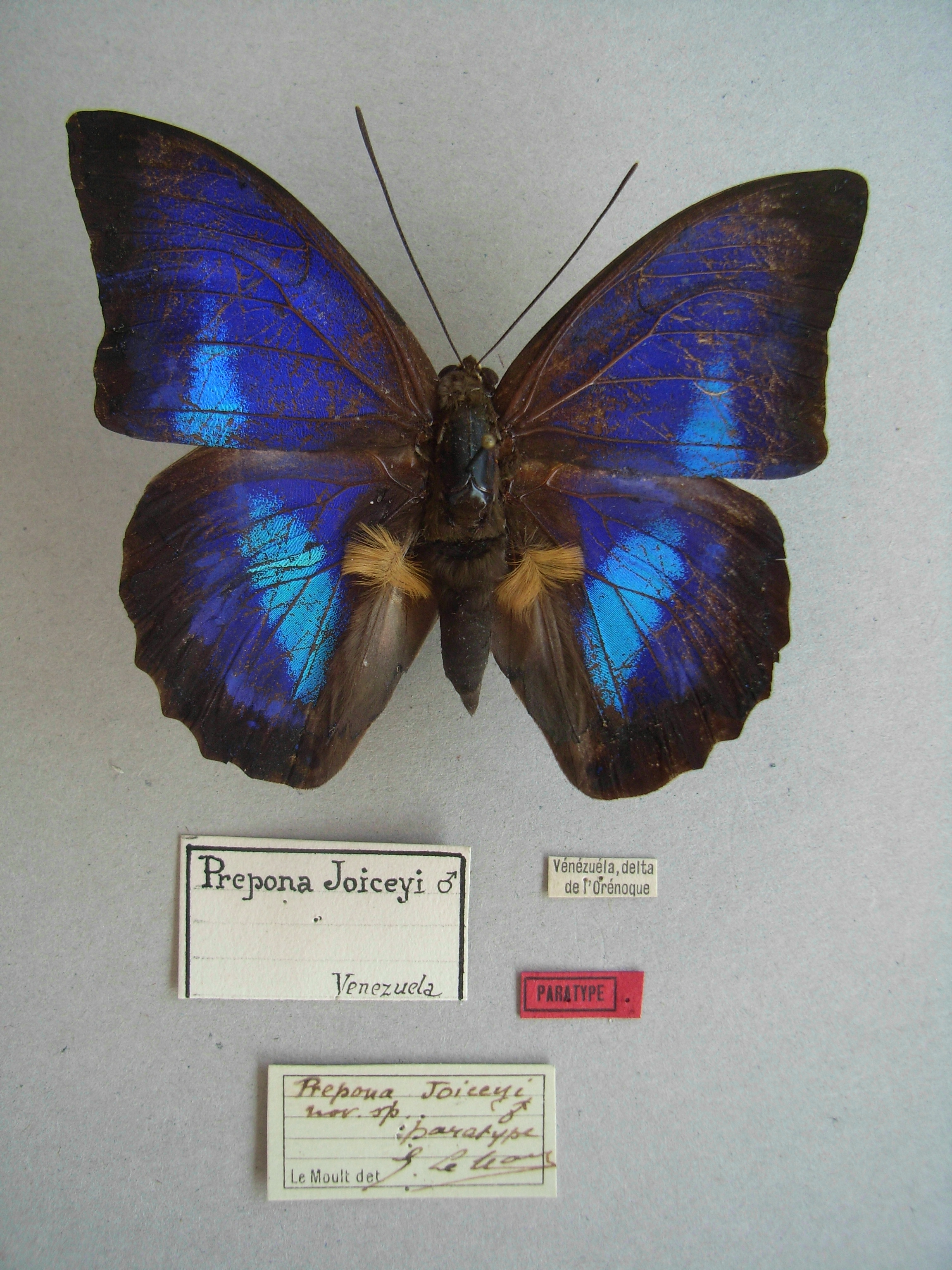
Паратип Prepona joiceyi Le Moult, 1932. Зараз вважається молодшим синонімом Prepona laertes louisa Butler, 1870. Було продано набагато більше паратипів, ніж було зазначено в описі.

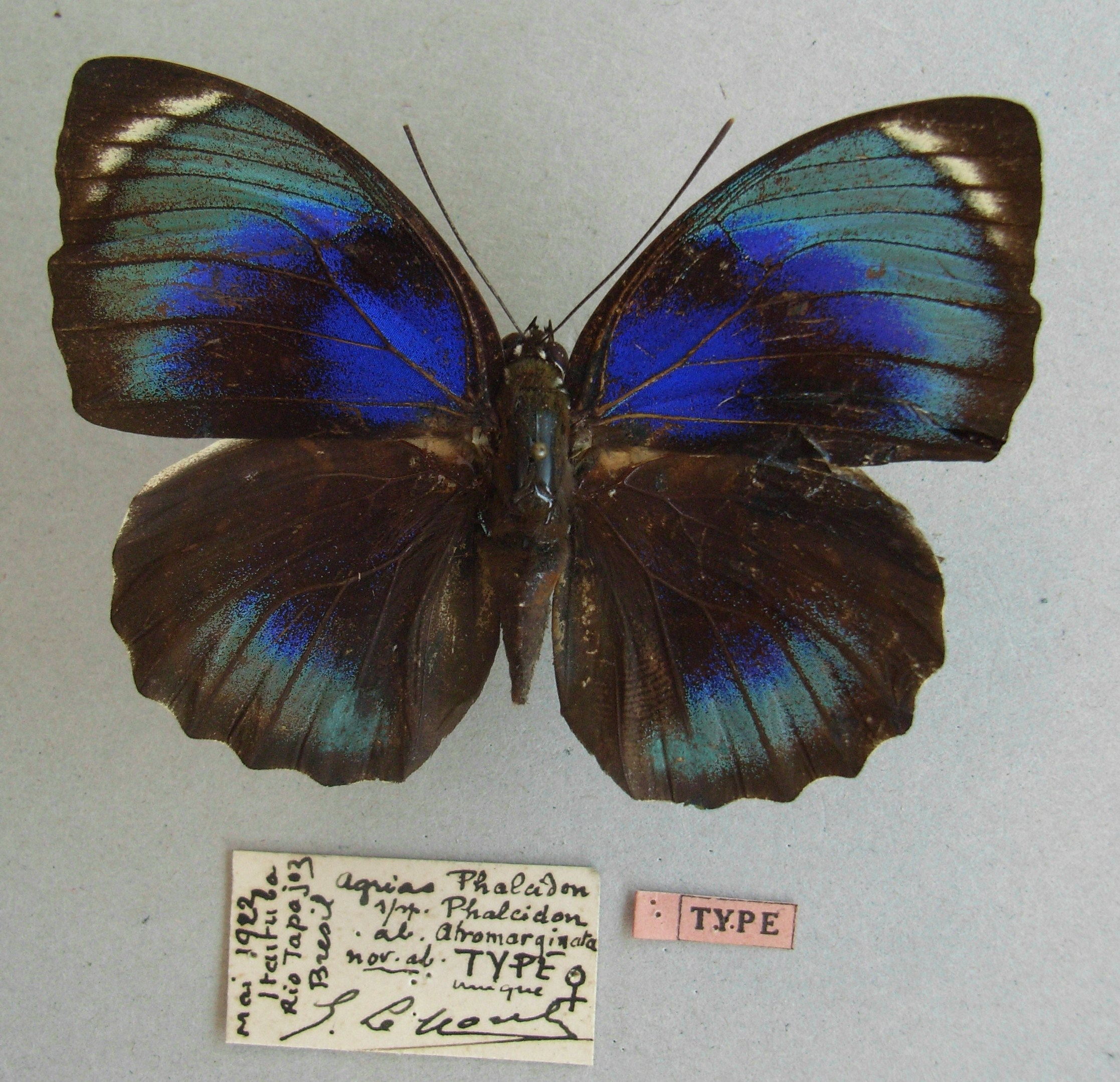
Голотип аберації atromarginata Agrias phalcidon phalcidon. Чотири імені. Дуже дорогий зразок.

## Праці
- Etudes sur les Prepona: lépidopteres rhopalocères américains E. Le Moult, Paris: Novitates Entomologicae, 1932—1933.
- Révision du genre Helicopis (Erycinidae) E. Le Moult, Paris: Novitates Entomologicae, 1939.
- Revision de la classification des Apaturinae de l'ancien monde: suivie d'une monographie de plusieurs genres E. Le Moult, Paris: Editions scientifiques du Cabinet entomologique E. Le Moult. 1950-.
- з P. Réal Les Morpho d'Amérique du Sud et Centrale. E. Le Moult, Paris: Editions scientifiques du Cabinet entomologique E. Le Moult. 1962—1963 роки.

## Колекції
- Світ Cerambycidae, Королівський бельгійський інститут природничих наук, Брюссель.
- Buprestidae, Bostrichidae, ex parte Cerambycidae, Curculionidae, Scarabaeidae, Elateridae Thünen-Institut for Wood Research, Гамбург
- Африканський матеріал у Королівському центральноафриканському музеї, Тервюрен.